# Públicos do Paysandu Sport Club

## Maiores públicos do Paysandu Sport Club
- Públicos pagantes, exceto quando indicado o número de pagantes e presentes, acima de 40.000, jogos disputados no Estádio do Mangueirão.

1. Paysandu 0–1 Remo, 65.000, 11/07/1999, Campeonato Paraense.
2. Paysandu 1–1 Remo, 64.010, 29/04/1979, Campeonato Paraense (59.613 pagantes).
3. Paysandu 2–0 Fluminense (RJ), 60.000, 20/09/1998, Campeonato Brasileiro Série B.
4. Paysandu 2–4 Boca Juniors (ARG), 57.330, 15/05/2003, Copa Libertadores da América.
5. Paysandu 1–2 Cruzeiro (MG), 53.615, 31/07/2002, Copa dos Campeões.
6. Paysandu 0–1 Remo, 52.973, 08/04/1979, Campeonato Paraense.
7. Paysandu 1–2 Remo, 51.304, 26/08/1979, Campeonato Paraense.
8. Paysandu 0–2 Rempo, 49.695, 04/04/2004, Campeonato Paraense.[1]
9. Paysandu 0–1 Remo, 48.141, 13/09/1992, Campeonato Paraense.
10. Paysandu 2–0 Flamengo (RJ), 45.164, 06/09/1995, Campeonato Brasileiro.
11. Paysandu 2–3 Flamengo (RJ), 42.770, 06/02/1983, Campeonato Brasileiro.
12. Paysandu 3–0 Flamengo (RJ), 42,350, 25/01/1981, Campeonato Brasileiro.
13. Paysandu 2–0 Remo, 41.932, 23/03/2003, Campeonato Paraense.
14. Paysandu 1–0 Remo, 41.891, 16/10/2005, Campeonato Brasileiro Série C.
15. Paysandu 0–1 Remo, 41.869, 20/09/1981, Campeonato Paraense.
16. Paysandu 2–0 Remo, 41.700, 16/11/1980, Campeonato Paraense.
17. Paysandu 3–1 Palmeiras (SP), 41.614, 28/07/2002, Copa dos Campeões.
18. Paysandu 1–2 Remo, 41.604, 27/01/2013, Campeonato Paraense (39.076 pagantes).
19. Paysandu 0–2 Remo, 41.409, 22/01/2006, Campeonato Paraense.
20. Paysandu 2–1 Remo, 41.140, 30/01/2005, Campeonato Paraense.
21. Paysandu 2–0 Internacional (RS), 40.749, 17/11/2002, Campeonato Brasileiro.
22. Paysandu 0–0 Cerro Porteño (PAR), 40.102, 06/03/2002, Copa Libertadores da América.

## Maiores públicos excetoRe-Pa
- Públicos pagantes, exceto quando indicado o número de pagantes e presentes, acima de 40.000, jogos disputados no Estádio do Mangueirão.[2]

1. Paysandu 2–0 Fluminense (RJ), 60.000, 20/09/1998, Campeonato Brasileiro Série B.
2. Paysandu 2–4 Boca Juniors (ARG), 57.330, 15/05/2003, Copa Libertadores da América.
3. Paysandu 1–2 Cruzeiro (MG), 53.615, 31/07/2002, Copa dos Campeões.
4. Paysandu 2–0 Flamengo (RJ), 45.164, 06/09/1995, Campeonato Brasileiro.
5. Paysandu 2–3 Flamengo (RJ), 42.770, 06/02/1983, Campeonato Brasileiro.
6. Paysandu 3–0 Flamengo (RJ), 42,350, 25/01/1981, Campeonato Brasileiro.
7. Paysandu 3–1 Palmeiras (SP), 41.614, 28/07/2002, Copa dos Campeões.
8. Paysandu 2–0 Internacional (RS), 40.749, 17/11/2002, Campeonato Brasileiro.
9. Paysandu 0–0 Cerro Porteño (PAR), 40.102, 06/03/2002, Copa Libertadores da América.

## Maior público noEstádio da Curuzu
1. Paysandu 1–0 Americano (RJ), 16.029, 14/05/1991, Campeonato Brasileiro Série B.[2]